# Coupe du monde masculine de hockey en salle 2025
Navigation
Pretoria 2023
La Coupe du monde masculine de hockey en salle 2025 est la 7e édition de la Coupe du monde masculine de hockey en salle. Il se tient parallèlement au tournoi féminin du 3 au 9 février 2025 à Poreč, en Croatie.

## Ville et arène
Le 27 mars 2024, la Croatie est désignée pays organisateur par la Fédération internationale de hockey avec pour ville hôte Poreč,.
| Poreč                 | Poreč |
| Centre sportif Žatika | Poreč |
| Capacité : 3 700      | Poreč |

## Équipes qualifiées
Le pays hôte à savoir la Croatie s'est qualifiée directement ainsi que les champions continentaux et les six dernières équipes les plus performantes dans les tournois continentaux.
| Pays hôte & champions continentaux                 | Pays hôte & champions continentaux | Pays hôte & champions continentaux | Pays hôte & champions continentaux | Pays hôte & champions continentaux    |
| Événement                                          | Dates                              | Lieu                               | Quotas                             | Qualifiés                             |
| -------------------------------------------------- | ---------------------------------- | ---------------------------------- | ---------------------------------- | ------------------------------------- |
| Euro 2024                                          | 1er - 4 février 2024               | Louvain                            | 1                                  | Allemagne (5)                         |
| Coupe d'Amérique 2024                              | 19 - 22 mars 2024                  | Calgary                            | 1                                  | Argentine (12)                        |
| Pays hôte                                          | 27 mars 2024                       | NC                                 | 1                                  | Croatie (22)                          |
| Coupe d'Asie 2024                                  | 21 - 25 mai 2024                   | Taldykorgan                        | 1                                  | Iran (2)                              |
| Coupe d'Afrique 2024                               | 23 - 26 mai 2024                   | Swakopmund                         | 1                                  | Namibie (14)                          |
| Tournoi de qualification Océanie 2024              | 24 - 26 juin 2024                  | Canberra                           | 1                                  | Australie (4)                         |
| Les 6 meilleures équipes des tournois continentaux |                                    |                                    |                                    |                                       |
| Euro 2024                                          | 1er - 4 février 2024               | Louvain                            | 3                                  | Pologne (9) Belgique (3) Autriche (1) |
| Coupe d'Amérique 2024                              | 19 - 22 mars 2024                  | Calgary                            | 1                                  | Trinité-et-Tobago (17)                |
| Coupe d'Asie 2024                                  | 21 - 25 mai 2024                   | Taldykorgan                        | 1                                  | Malaisie (22)                         |
| Coupe d'Afrique 2024                               | 23 - 26 mai 2024                   | Swakopmund                         | 1                                  | Afrique du Sud (8)                    |
| Total                                              | Total                              | Total                              | 12                                 |                                       |

## Déroulement de la phase finale

### Premier tour
Les douze participants sont répartis dans 3 groupes de 4 équipes au premier tour. Le format est celui d'un tournoi toutes rondes simple : chaque équipe joue un match contre les 3 autres équipes du même groupe.
Les deux premiers de chaque groupe et les deux meilleurs troisièmes sont qualifiés pour les quarts de finale tandis que le dernier de chaque groupe et le moins bon troisième sont qualifiés pour la phase de classement.
Légende :
- Quarts de finale
- Classement des troisièmes de groupe
- Phase de classement

#### Groupe A
| Rang | Équipe         | Pts | J | G | N | P | Bp | Bc | Diff |  | Résultats      |  |     |     |     |
| ---- | -------------- | --- | - | - | - | - | -- | -- | ---- |  | -------------- |  | --- | --- | --- |
| 1    | Autriche T     | 9   | 3 | 3 | 0 | 0 | 18 | 10 | +8   |  | Autriche T     |  | 8-6 | 6-2 | 4-2 |
| 2    | Afrique du Sud | 6   | 3 | 2 | 0 | 1 | 19 | 16 | +3   |  | Afrique du Sud |  |     | 5-2 | 8-6 |
| 3    | Pologne        | 3   | 3 | 1 | 0 | 2 | 12 | 13 | -1   |  | Pologne        |  |     |     | 8-2 |
| 4    | Croatie PO     | 0   | 3 | 0 | 0 | 3 | 10 | 20 | -10  |  | Croatie PO     |  |     |     |     |

| Match 5              | Autriche                                                | 6 - 2   | Pologne                    |                                             |                                             |
| 3 février 2025 17h50 | Losonci 7e, 15e, 32e, 40e · Bele 18e · Unterkircher 37e | (3 - 2) | 3e Jarzyński · 9e Kurowski | Arbitrage : Pieter Hembrecht Abby MacArthur | Arbitrage : Pieter Hembrecht Abby MacArthur |
| 3 février 2025 17h50 | Rapport                                                 |         |                            | Arbitrage : Pieter Hembrecht Abby MacArthur | Arbitrage : Pieter Hembrecht Abby MacArthur |

| Match 6              | Croatie                                             | 6 - 8   | Afrique du Sud                                                          |                                     |                                     |
| 3 février 2025 19h20 | Mucić 2e · L. Bachmann 7e, 10e, 32e, 38e · Fujs 39e | (3 - 2) | 6e, 25e, 33e Neethling · 15e, 22e, 27e, 37e M. Cassiem · 35e D. Cassiem | Arbitrage : Michelle Meister Salman | Arbitrage : Michelle Meister Salman |
| 3 février 2025 19h20 | Rapport                                             |         |                                                                         | Arbitrage : Michelle Meister Salman | Arbitrage : Michelle Meister Salman |

| Match 9              | Afrique du Sud                                              | 6 - 8   | Autriche                                                                       |                                                 |                                                 |
| 4 février 2025 17h00 | D. Cassiem 3e · M. Cassiem 4e, 14e, 26e, 38e · Langford 23e | (3 - 2) | 4e, 24e Bele · 20e, 35e Unterkircher · 26e, 32e, 37e Losonci · 30e Eitenberger | Arbitrage : Lukasz Zwierzchowski Michael Pontus | Arbitrage : Lukasz Zwierzchowski Michael Pontus |
| 4 février 2025 17h00 | Rapport                                                     |         |                                                                                | Arbitrage : Lukasz Zwierzchowski Michael Pontus | Arbitrage : Lukasz Zwierzchowski Michael Pontus |

| Match 10             | Croatie        | 2 - 8   | Pologne                                                                       |                                         |                                         |
| 4 février 2025 18h20 | Mucić 29e, 32e | (0 - 1) | 1e P. Pawlak · 24e Kurowski · 27e Bembenek · 28e, 37e, 39e, (2x)40e Jarzyński | Arbitrage : Sean Edwards Melina Illanes | Arbitrage : Sean Edwards Melina Illanes |
| 4 février 2025 18h20 | Rapport        |         |                                                                               | Arbitrage : Sean Edwards Melina Illanes | Arbitrage : Sean Edwards Melina Illanes |

| Match 15             | Pologne           | 2 - 5   | Afrique du Sud                                      |                                     |                                     |
| 6 février 2025 17h50 | Kurowski 10e, 20e | (2 - 3) | 16e, 23e, 35e M. Cassiem · 18e Kraai · 19e Langford | Arbitrage : Sean Edwards Ana Ortega | Arbitrage : Sean Edwards Ana Ortega |
| 6 février 2025 17h50 | Rapport           |         |                                                     | Arbitrage : Sean Edwards Ana Ortega | Arbitrage : Sean Edwards Ana Ortega |

| Match 16             | Croatie                | 2 - 4   | Autriche                                 |                                       |                                       |
| 6 février 2025 19h00 | Jazbec 2e · Krleža 35e | (1 - 2) | 12e, 27e Unterkircher · 17e, 35e Losonci | Arbitrage : Emily Carroll Ben Göntgen | Arbitrage : Emily Carroll Ben Göntgen |
| 6 février 2025 19h00 | Rapport                |         |                                          | Arbitrage : Emily Carroll Ben Göntgen | Arbitrage : Emily Carroll Ben Göntgen |

#### Groupe B
| Rang | Équipe    | Pts | J | G | N | P | Bp | Bc | Diff |  | Résultats |  |     |     |      |
| ---- | --------- | --- | - | - | - | - | -- | -- | ---- |  | --------- |  | --- | --- | ---- |
| 1    | Allemagne | 9   | 3 | 3 | 0 | 0 | 28 | 9  | +19  |  | Iran      |  | 3-8 | 5-3 | 3-0  |
| 2    | Iran      | 6   | 3 | 2 | 0 | 1 | 11 | 11 | 0    |  | Allemagne |  |     | 8-2 | 12-4 |
| 3    | Argentine | 3   | 3 | 1 | 0 | 2 | 10 | 15 | -5   |  | Argentine |  |     |     | 5-2  |
| 4    | Malaisie  | 0   | 3 | 0 | 0 | 3 | 6  | 20 | -14  |  | Malaisie  |  |     |     |      |

| Match 1              | Iran                                                 | 5 - 3   | Argentine                                 |                                      |                                      |
| 3 février 2025 08h30 | Nooranian 7e, 9e, 40e · Lashgari 19e · Mamizadeh 28e | (3 - 2) | 8e Navarro · 16e Rodríguez · 36e González | Arbitrage : Sean Edwards Zeke Newman | Arbitrage : Sean Edwards Zeke Newman |
| 3 février 2025 08h30 | Rapport                                              |         |                                           | Arbitrage : Sean Edwards Zeke Newman | Arbitrage : Sean Edwards Zeke Newman |

| Match 2              | Allemagne | 12 - 4  | Malaisie                                 |                                     |                                     |
| 3 février 2025 09h40 | Proske 2e, 3e, 27e, 35e · Dösch 6e · Von Schwerin 20e · Hasbach 27e, (2x)30e, 36e · Böckel 37e · Silanoglu 40e | (4 - 2) | 4e, 25e Khaliq · 11e Firdaus · 23e Najmi | Arbitrage : Pieter Hembrecht Salman | Arbitrage : Pieter Hembrecht Salman |
| 3 février 2025 09h40 | Rapport |         |                                          | Arbitrage : Pieter Hembrecht Salman | Arbitrage : Pieter Hembrecht Salman |

| Match 7              | Argentine                                                  | 5 - 2   | Malaisie              |                                     |                                     |
| 4 février 2025 09h30 | Rodríguez 19e, 26e · Navarro 19e · Sosa 39e · Ceballos 40e | (2 - 1) | 12e Irfan · 39e Najmi | Arbitrage : Ivona Makar Ben Göntgen | Arbitrage : Ivona Makar Ben Göntgen |
| 4 février 2025 09h30 | Rapport                                                    |         |                       | Arbitrage : Ivona Makar Ben Göntgen | Arbitrage : Ivona Makar Ben Göntgen |

| Match 8              | Allemagne                                                                          | 8 - 3   | Iran                                                   |                                           |                                           |
| 4 février 2025 10h50 | Dösch 6e · Von Schwerin 12e, 38e · Hasbach 22e, 29e · Schmid 26e · Proske 30e, 33e | (2 - 1) | 8e Ghoreishiroudbaraki · 31e Mamizadeh · 37e Shahrokhi | Arbitrage : Rachel Williams Ayden Shrives | Arbitrage : Rachel Williams Ayden Shrives |
| 4 février 2025 10h50 | Rapport                                                                            |         |                                                        | Arbitrage : Rachel Williams Ayden Shrives | Arbitrage : Rachel Williams Ayden Shrives |

| Match 13             | Iran                                                   | 3 - 0   | Malaisie |                                             |                                             |
| 5 février 2025 19h40 | Ghoreishiroudbaraki 10e · Bohlouli 30e · Mamizadeh 36e | (1 - 0) |          | Arbitrage : Michelle Meister Michael Pontus | Arbitrage : Michelle Meister Michael Pontus |
| 5 février 2025 19h40 | Rapport                                                |         |          | Arbitrage : Michelle Meister Michael Pontus | Arbitrage : Michelle Meister Michael Pontus |

| Match 14             | Argentine                     | 2 - 8   | Allemagne                                                      |                                              |                                              |
| 5 février 2025 21h00 | Rodríguez 26e · Eleicegui 39e | (0 - 2) | 17e, 36e Schmid · 18e, 30e, 32e, 33e, 38e Hasbach · 40e Proske | Arbitrage : Zeke Newman Lukasz Zwierzchowski | Arbitrage : Zeke Newman Lukasz Zwierzchowski |
| 5 février 2025 21h00 | Rapport                       |         |                                                                | Arbitrage : Zeke Newman Lukasz Zwierzchowski | Arbitrage : Zeke Newman Lukasz Zwierzchowski |

#### Groupe C
| Rang | Équipe            | Pts | J | G | N | P | Bp | Bc | Diff |  | Résultats         |  |     |     |     |
| ---- | ----------------- | --- | - | - | - | - | -- | -- | ---- |  | ----------------- |  | --- | --- | --- |
| 1    | Belgique          | 9   | 3 | 3 | 0 | 0 | 21 | 9  | +12  |  | Belgique          |  | 7-3 | 7-4 | 7-2 |
| 2    | Australie         | 4   | 3 | 1 | 1 | 1 | 15 | 14 | +1   |  | Australie         |  |     | 5-5 | 7-2 |
| 3    | Namibie           | 4   | 3 | 1 | 1 | 1 | 15 | 15 | 0    |  | Namibie           |  |     |     | 6-3 |
| 4    | Trinité-et-Tobago | 0   | 3 | 0 | 0 | 3 | 7  | 20 | -13  |  | Trinité-et-Tobago |  |     |     |     |

| Match 3              | Belgique                                                                   | 7 - 4   | Namibie                                         |                                                |                                                |
| 3 février 2025 13h10 | Magnant 4e · Simar 8e, 11e, 13e · G. Dykmans 34e · Langer 35e · Zimmer 40e | (4 - 4) | 3e D. Hansen · 4e, 9e J-P. Britz · 15e Hermanus | Arbitrage : Ayden Shrives Lukasz Zwierzchowski | Arbitrage : Ayden Shrives Lukasz Zwierzchowski |
| 3 février 2025 13h10 | Rapport                                                                    |         |                                                 | Arbitrage : Ayden Shrives Lukasz Zwierzchowski | Arbitrage : Ayden Shrives Lukasz Zwierzchowski |

| Match 4              | Australie                                                       | 7 - 2   | Trinité-et-Tobago        |                                        |                                        |
| 3 février 2025 14h20 | Miotto 3e, 4e · Knee 9e · B. Staines 11e · Dooley 24e, 25e, 27e | (4 - 0) | 23e Marcano · 35e Daniel | Arbitrage : Ivona Makar Michael Pontus | Arbitrage : Ivona Makar Michael Pontus |
| 3 février 2025 14h20 | Rapport                                                         |         |                          | Arbitrage : Ivona Makar Michael Pontus | Arbitrage : Ivona Makar Michael Pontus |

| Match 11             | Namibie                                                                              | 6 - 3   | Trinité-et-Tobago                    |                                          |                                          |
| 5 février 2025 09h30 | Jacobs 13e · J-P. Britz 15e, 36e · Van der Werve 19e · D. Hansen 29e · Neethling 37e | (3 - 1) | 14e Singh · 23e Marcano · 28e Vieira | Arbitrage : Ben Göntgen Kristy Robertson | Arbitrage : Ben Göntgen Kristy Robertson |
| 5 février 2025 09h30 | Rapport                                                                              |         |                                      | Arbitrage : Ben Göntgen Kristy Robertson | Arbitrage : Ben Göntgen Kristy Robertson |

| Match 12             | Australie                            | 3 - 7   | Belgique                                |                                         |                                         |
| 5 février 2025 10h50 | Dooley 4e · Knee 34e · Tuddenham 40e | (1 - 3) | 10e, 16e, 18e, 22e, 23e, 28e, 37e Simar | Arbitrage : Ana Ortega Pieter Hembrecht | Arbitrage : Ana Ortega Pieter Hembrecht |
| 5 février 2025 10h50 | Rapport                              |         |                                         | Arbitrage : Ana Ortega Pieter Hembrecht | Arbitrage : Ana Ortega Pieter Hembrecht |

| Match 17             | Belgique                                                             | 7 - 2   | Trinité-et-Tobago |                                              |                                              |
| 6 février 2025 20h10 | Simar 10e, 28e, 33e, 39e · G. Dykmans 24e · Zimmer 39e · Magnant 40e | (1 - 1) | 3e, 26e Pierre    | Arbitrage : Kristy Robertson Rachel Williams | Arbitrage : Kristy Robertson Rachel Williams |
| 6 février 2025 20h10 | Rapport                                                              |         |                   | Arbitrage : Kristy Robertson Rachel Williams | Arbitrage : Kristy Robertson Rachel Williams |

| Match 18             | Namibie                                                | 5 - 5   | Australie                                           |                                             |                                             |
| 6 février 2025 21h20 | F. Hansen 4e · D. Britz 26e, 37e · J-P. Britz 35e, 39e | (1 - 3) | 10e Gregory · 14e, 19e Dooley · 33e, 38e J. Staines | Arbitrage : Melina Illanes Michelle Meister | Arbitrage : Melina Illanes Michelle Meister |
| 6 février 2025 21h20 | Rapport                                                |         |                                                     | Arbitrage : Melina Illanes Michelle Meister | Arbitrage : Melina Illanes Michelle Meister |

### Meilleurs troisièmes
Deux équipes classées troisièmes de leur groupe sont repêchées pour compléter le tableau des quarts de finale tandis que le moins bon troisième complète le tableau de classement. Pour départager les trois équipes classées troisièmes de leur groupe, un classement est effectué en comparant les résultats dans leur groupe respectif de chacune des équipes:
| Rang | Équipe             | Pts | J | G | N | P | Bp | Bc | Diff |
| ---- | ------------------ | --- | - | - | - | - | -- | -- | ---- |
| 1    | Namibie (Grp. C)   | 4   | 3 | 1 | 1 | 1 | 15 | 15 | 0    |
| 2    | Pologne (Grp. A)   | 3   | 3 | 1 | 0 | 2 | 12 | 13 | -1   |
| 3    | Argentine (Grp. B) | 3   | 3 | 1 | 0 | 2 | 10 | 15 | -5   |

### Phase de classement

#### Tableau pour la9eplace
|  | Demi-finales pour la 9e place | Demi-finales pour la 9e place | Demi-finales pour la 9e place | Demi-finales pour la 9e place |                         |           | Match pour la 9e place | Match pour la 9e place | Match pour la 9e place | Match pour la 9e place |
|  |                               |                               |                               |                               |                         |           |                        |                        |                        |                        |
|  | 7 février 2025                | 7 février 2025                | 7 février 2025                | 7 février 2025                |                         |           | 9 février 2025         | 9 février 2025         | 9 février 2025         | 9 février 2025         |
|  | B3                            | Argentine                     | 6                             | 6                             |                         |           | 9 février 2025         | 9 février 2025         | 9 février 2025         | 9 février 2025         |
|  | B3                            | Argentine                     | 6                             | 6                             |                         |           | 9 février 2025         | 9 février 2025         | 9 février 2025         | 9 février 2025         |
|  | B4                            | Malaisie                      | 2                             | 2                             |                         |           | 9 février 2025         | 9 février 2025         | 9 février 2025         | 9 février 2025         |
|  | B4                            | Malaisie                      | 2                             | 2                             | B3                      | Argentine | 1                      | 1                      |                        |                        |
|  | 7 février 2025                |                               |                               |                               | B3                      | Argentine | 1                      | 1                      |                        |                        |
|  |                               |                               | A4                            | Croatie                       | 7                       | 7         |                        |                        |                        |                        |
|  | A4                            | Croatie                       | A4                            | Croatie                       | 7                       | 7         | 12                     | 12                     |                        |                        |
|  | A4                            | Croatie                       |                               |                               |                         |           |                        | 12                     |                        |                        |
|  | C4                            | Trinité-et-Tobago             | 3                             | 3                             |                         |           |                        |                        |                        |                        |
|  | C4                            | Trinité-et-Tobago             | 3                             | 3                             | Match pour la 11e place |           |                        |                        |                        |                        |
|  |                               |                               |                               |                               |                         |           |                        |                        |                        |                        |
|  | 9 février 2025                |                               |                               |                               |                         |           |                        |                        |                        |                        |
|  | B4                            | Malaisie                      | 6                             | 6                             |                         |           |                        |                        |                        |                        |
|  | B4                            | Malaisie                      | 6                             | 6                             |                         |           |                        |                        |                        |                        |
|  | C4                            | Trinité-et-Tobago             | 4                             | 4                             |                         |           |                        |                        |                        |                        |
|  | C4                            | Trinité-et-Tobago             | 4                             | 4                             |                         |           |                        |                        |                        |                        |

#### Demi-finales pour la9eplace
| Match 19             | Argentine                                                                   | 6 - 2   | Malaisie               |                                       |                                       |
| 7 février 2025 08h30 | González 10e · Rodríguez 13e, 23e · Navarro 15e · Morón 16e · Eleicegui 40e | (4 - 0) | 25e Ashran · 39e Azhar | Arbitrage : Emily Carroll Ben Göntgen | Arbitrage : Emily Carroll Ben Göntgen |
| 7 février 2025 08h30 | Rapport                                                                     |         |                        | Arbitrage : Emily Carroll Ben Göntgen | Arbitrage : Emily Carroll Ben Göntgen |

| Match 20             | Croatie                                                                                              | 12 - 3  | Trinité-et-Tobago            |                                        |                                        |
| 7 février 2025 09h40 | Mucić 5e, 19e, 35e · L. Bachmann 7e, 10e, 22e, 23e · M. Bachmann 12e · Fujs 13e, 29e, 37e · Šoić 26e | (6 - 2) | 3e, 8e Marcano · 40e Siubutt | Arbitrage : Ayden Shrives Sean Edwards | Arbitrage : Ayden Shrives Sean Edwards |
| 7 février 2025 09h40 | Rapport                                                                                              |         |                              | Arbitrage : Ayden Shrives Sean Edwards | Arbitrage : Ayden Shrives Sean Edwards |

#### Match pour la11eplace
| Match 29             | Malaisie                                                     | 6 - 4   | Trinité-et-Tobago                                |                                         |                                         |
| 9 février 2025 09h00 | Ashran (2x) 14e · Khaliq 17e, 33e · Najmi 23e · Faridzul 37e | (3 - 3) | 7e Pierre · 10e Cowie · 20e Marcano · 21e Vieira | Arbitrage : Salman Lukasz Zwierzchowski | Arbitrage : Salman Lukasz Zwierzchowski |
| 9 février 2025 09h00 | Rapport                                                      |         |                                                  | Arbitrage : Salman Lukasz Zwierzchowski | Arbitrage : Salman Lukasz Zwierzchowski |

#### Match pour la9eplace
| Match 30             | Croatie                                                                        | 7 - 1   | Argentine  |                                                |                                                |
| 9 février 2025 17h10 | Šoić 14e · M. Bachmann 17e, 37e · Krleža 20e · Mucić (2x)24e · L. Bachmann 31e | (3 - 1) | 1e Navarro | Arbitrage : Ayden Shrives Lukasz Zwierzchowski | Arbitrage : Ayden Shrives Lukasz Zwierzchowski |
| 9 février 2025 17h10 | Rapport                                                                        |         |            | Arbitrage : Ayden Shrives Lukasz Zwierzchowski | Arbitrage : Ayden Shrives Lukasz Zwierzchowski |

#### Tableau pour la5eplace
|  | Demi-finales pour la 5e place | Demi-finales pour la 5e place | Demi-finales pour la 5e place | Demi-finales pour la 5e place |                        |         | Match pour la 5e place | Match pour la 5e place | Match pour la 5e place | Match pour la 5e place |
|  |                               |                               |                               |                               |                        |         |                        |                        |                        |                        |
|  | 8 février 2025                | 8 février 2025                | 8 février 2025                | 8 février 2025                |                        |         | 9 février 2025         | 9 février 2025         | 9 février 2025         | 9 février 2025         |
|  | A3                            | Pologne                       | 9                             | 9                             |                        |         | 9 février 2025         | 9 février 2025         | 9 février 2025         | 9 février 2025         |
|  | A3                            | Pologne                       | 9                             | 9                             |                        |         | 9 février 2025         | 9 février 2025         | 9 février 2025         | 9 février 2025         |
|  | B2                            | Iran                          | 1                             | 1                             |                        |         | 9 février 2025         | 9 février 2025         | 9 février 2025         | 9 février 2025         |
|  | B2                            | Iran                          | 1                             | 1                             | A3                     | Pologne | 6                      | 6                      |                        |                        |
|  | 8 février 2025                |                               |                               |                               | A3                     | Pologne | 6                      | 6                      |                        |                        |
|  |                               |                               | C2                            | Australie                     | 2                      | 2       |                        |                        |                        |                        |
|  | C3                            | Namibie                       | C2                            | Australie                     | 2                      | 2       | 3                      | 3                      |                        |                        |
|  | C3                            | Namibie                       |                               |                               |                        |         |                        | 3                      |                        |                        |
|  | C2                            | Australie                     | 4                             | 4                             |                        |         |                        |                        |                        |                        |
|  | C2                            | Australie                     | 4                             | 4                             | Match pour la 7e place |         |                        |                        |                        |                        |
|  |                               |                               |                               |                               |                        |         |                        |                        |                        |                        |
|  | 9 février 2025                |                               |                               |                               |                        |         |                        |                        |                        |                        |
|  | B2                            | Iran                          | 5                             | 5                             |                        |         |                        |                        |                        |                        |
|  | B2                            | Iran                          | 5                             | 5                             |                        |         |                        |                        |                        |                        |
|  | C3                            | Namibie                       | 4                             | 4                             |                        |         |                        |                        |                        |                        |
|  | C3                            | Namibie                       | 4                             | 4                             |                        |         |                        |                        |                        |                        |

#### Demi-finales pour la5eplace
| Match 25             | Pologne                                                                           | 9 - 1   | Iran          |                                         |                                         |
| 8 février 2025 11h20 | P. Pawlak 10e · Jarzyński 18e, 20e, 28e, 29e, 36e · Bembenek 24e, 29e · Gumny 40e | (3 - 1) | 14e Mamizadeh | Arbitrage : Zeke Newman Rachel Williams | Arbitrage : Zeke Newman Rachel Williams |
| 8 février 2025 11h20 | Rapport                                                                           |         |               | Arbitrage : Zeke Newman Rachel Williams | Arbitrage : Zeke Newman Rachel Williams |

| Match 26             | Australie                                     | 4 - 3   | Namibie                            |                                                |                                                |
| 8 février 2025 12h30 | J. Staines 12e, 28e · Miotto 22e · Dooley 27e | (1 - 1) | 16e J-P. Britz · 37e, 38e Hermanus | Arbitrage : Ayden Shrives Lukasz Zwierzchowski | Arbitrage : Ayden Shrives Lukasz Zwierzchowski |
| 8 février 2025 12h30 | Rapport                                       |         |                                    | Arbitrage : Ayden Shrives Lukasz Zwierzchowski | Arbitrage : Ayden Shrives Lukasz Zwierzchowski |

#### Match pour la7eplace
| Match 31             | Iran                                                   | 5 - 4   | Namibie                                                   |                                     |                                     |
| 9 février 2025 12h30 | Nooranian 10e, 19e, 30e · Bohlouli 20e · Shahrokhi 26e | (3 - 2) | 3e Jacobs · 12e Hermanus · 33e J-P. Britz · 38e D. Hansen | Arbitrage : Ben Göntgen Zeke Newman | Arbitrage : Ben Göntgen Zeke Newman |
| 9 février 2025 12h30 | Rapport                                                |         |                                                           | Arbitrage : Ben Göntgen Zeke Newman | Arbitrage : Ben Göntgen Zeke Newman |

#### Match pour la5eplace
| Match 32             | Pologne                                                                 | 6 - 2   | Australie                      |                                          |                                          |
| 9 février 2025 13h40 | P. Pawlak 22e · Jarzyński 26e, 38e, 39e · Hołosyniuk 33e · Bembenek 34e | (0 - 0) | 36e Tuddenham · 37e B. Staines | Arbitrage : Melina Illanes Ayden Shrives | Arbitrage : Melina Illanes Ayden Shrives |
| 9 février 2025 13h40 | Rapport                                                                 |         |                                | Arbitrage : Melina Illanes Ayden Shrives | Arbitrage : Melina Illanes Ayden Shrives |

### Tour pour les médailles

#### Tableau
|  | Quarts de finale | Quarts de finale | Quarts de finale | Quarts de finale |       |           | Demi-finales   | Demi-finales   | Demi-finales                  | Demi-finales                  |                               |                               | Finale         | Finale         | Finale         | Finale         |
|  |                  |                  |                  |                  |       |           |                |                |                               |                               |                               |                               |                |                |                |                |
|  | 7 février 2025   | 7 février 2025   | 7 février 2025   | 7 février 2025   |       |           | 8 février 2025 | 8 février 2025 | 8 février 2025                | 8 février 2025                |                               |                               | 9 février 2025 | 9 février 2025 | 9 février 2025 | 9 février 2025 |
|  | 7 février 2025   | 7 février 2025   | 7 février 2025   | 7 février 2025   |       |           | 8 février 2025 | 8 février 2025 | 8 février 2025                | 8 février 2025                |                               |                               | 9 février 2025 | 9 février 2025 | 9 février 2025 | 9 février 2025 |
|  | B1               | Allemagne        | 2 (2)tab         | 2 (2)tab         |       |           | 8 février 2025 | 8 février 2025 | 8 février 2025                | 8 février 2025                |                               |                               | 9 février 2025 | 9 février 2025 | 9 février 2025 | 9 février 2025 |
|  | B1               | Allemagne        | 2 (2)tab         | 2 (2)tab         |       |           | 8 février 2025 | 8 février 2025 | 8 février 2025                | 8 février 2025                |                               |                               | 9 février 2025 | 9 février 2025 | 9 février 2025 | 9 février 2025 |
|  | A3               | Pologne          | 2 (1)            | 2 (1)            |       |           | 8 février 2025 | 8 février 2025 | 8 février 2025                | 8 février 2025                |                               |                               | 9 février 2025 | 9 février 2025 | 9 février 2025 | 9 février 2025 |
|  | A3               | Pologne          | 2 (1)            | 2 (1)            | B1    | Allemagne | 6              | 6              |                               |                               |                               |                               | 9 février 2025 | 9 février 2025 | 9 février 2025 | 9 février 2025 |
|  | 7 février 2025   |                  |                  |                  | B1    | Allemagne | 6              | 6              |                               |                               |                               |                               | 9 février 2025 | 9 février 2025 | 9 février 2025 | 9 février 2025 |
|  |                  |                  | A2               | Afrique du Sud   | 1     | 1         |                |                |                               |                               |                               |                               | 9 février 2025 | 9 février 2025 | 9 février 2025 | 9 février 2025 |
|  | A2               | Afrique du Sud   | A2               | Afrique du Sud   | 1     | 1         | 6              | 6              |                               |                               |                               |                               | 9 février 2025 | 9 février 2025 | 9 février 2025 | 9 février 2025 |
|  | A2               | Afrique du Sud   | 8 février 2025   |                  |       |           | 6              | 6              |                               |                               |                               |                               | 9 février 2025 | 9 février 2025 | 9 février 2025 | 9 février 2025 |
|  | B2               | Iran             | 0                | 0                |       |           |                |                |                               |                               |                               |                               | 9 février 2025 | 9 février 2025 | 9 février 2025 | 9 février 2025 |
|  | B2               | Iran             | 0                | 0                | B1    | Allemagne | 6 (2)tab       | 6 (2)tab       |                               |                               |                               |                               |                |                |                |                |
|  | 7 février 2025   |                  |                  |                  | B1    | Allemagne | 6 (2)tab       | 6 (2)tab       |                               |                               |                               |                               |                |                |                |                |
|  |                  |                  | A1               | Autriche         | 6 (1) | 6 (1)     |                |                |                               |                               |                               |                               |                |                |                |                |
|  | C1               | Belgique         | A1               | Autriche         | 6 (1) | 6 (1)     | 7              | 7              |                               |                               |                               |                               |                |                |                |                |
|  | C1               | Belgique         |                  |                  |       |           |                |                |                               |                               |                               |                               |                |                |                |                |
|  | C3               | Namibie          | 6                | 6                |       |           |                |                |                               |                               |                               |                               |                |                |                |                |
|  | C3               | Namibie          | 6                | 6                | C1    | Belgique  | 2              | 2              | Match pour la troisième place | Match pour la troisième place | Match pour la troisième place | Match pour la troisième place |                |                |                |                |
|  | 7 février 2025   |                  |                  |                  | C1    | Belgique  | 2              | 2              | Match pour la troisième place | Match pour la troisième place | Match pour la troisième place | Match pour la troisième place |                |                |                |                |
|  |                  |                  | A1               | Autriche         | 4     | 4         |                |                | 9 février 2025                | 9 février 2025                | 9 février 2025                | 9 février 2025                |                |                |                |                |
|  | A1               | Autriche         | A1               | Autriche         | 4     | 4         | 2 (3)tab       | 2 (3)tab       | 9 février 2025                | 9 février 2025                | 9 février 2025                | 9 février 2025                |                |                |                |                |
|  | A1               | Autriche         |                  |                  |       |           |                | 2 (3)tab       |                               |                               | A2                            | Afrique du Sud                | 6              | 6              |                |                |
|  | C2               | Australie        | 2 (2)            | 2 (2)            |       |           |                |                |                               |                               | A2                            | Afrique du Sud                | 6              | 6              |                |                |
|  | C2               | Australie        | 2 (2)            | 2 (2)            | C1    | Belgique  | 5              | 5              |                               |                               |                               |                               |                |                |                |                |
|  |                  |                  |                  |                  |       |           |                |                |                               |                               |                               |                               |                |                |                |                |

#### Quarts de finale
| Match 21             | Allemagne                                  | 2 - 2             | Pologne                                             |                                         |                                         |
| 7 février 2025 13h10 | Proske 2e · Schmid 20e                     | (2 - 0)           | 37e Bembenek · 38e Jarzyński                        | Arbitrage : Sean Edwards Michael Pontus | Arbitrage : Sean Edwards Michael Pontus |
| 7 février 2025 13h10 | Rapport                                    |                   |                                                     | Arbitrage : Sean Edwards Michael Pontus | Arbitrage : Sean Edwards Michael Pontus |
| 7 février 2025 13h10 | Pöhling · Proske · Hasbach · ---- · Proske | Tirs au but 2 - 1 | P. Pawlak · Kurowski · Jarzyński · ---- · P. Pawlak | Arbitrage : Sean Edwards Michael Pontus | Arbitrage : Sean Edwards Michael Pontus |

| Match 22             | Afrique du Sud                                          | 6 - 0   | Iran |                                               |                                               |
| 7 février 2025 14h20 | M. Cassiem 6e, 11e, 40e · Langford 12e, 26e · Kraai 28e | (3 - 0) |      | Arbitrage : Michelle Meister Pieter Hembrecht | Arbitrage : Michelle Meister Pieter Hembrecht |
| 7 février 2025 14h20 | Rapport                                                 |         |      | Arbitrage : Michelle Meister Pieter Hembrecht | Arbitrage : Michelle Meister Pieter Hembrecht |

| Match 24             | Belgique                                                                 | 7 - 6   | Namibie                                                              |                                       |                                       |
| 7 février 2025 15h30 | Simar 2e, 12e · Thiéry 4e · G. Dykmans 9e, 11e · Zimmer 22e · Langer 30e | (5 - 1) | 14e, 39e J-P. Britz · 33e Jacobs · 34e, 35e F. Hansen · 40e D. Britz | Arbitrage : Zeke Newman Ayden Shrives | Arbitrage : Zeke Newman Ayden Shrives |
| 7 février 2025 15h30 | Rapport                                                                  |         |                                                                      | Arbitrage : Zeke Newman Ayden Shrives | Arbitrage : Zeke Newman Ayden Shrives |

| Match 23             | Autriche                                                   | 2 - 2             | Australie                                               |                                |                                |
| 7 février 2025 16h40 | Unterkircher 9e, 28e                                       | (1 - 0)           | 37e Tuddenham · 39e Knee                                | Arbitrage : Ben Göntgen Salman | Arbitrage : Ben Göntgen Salman |
| 7 février 2025 16h40 | Rapport                                                    |                   |                                                         | Arbitrage : Ben Göntgen Salman | Arbitrage : Ben Göntgen Salman |
| 7 février 2025 16h40 | Unterkircher · Losonci · Eitenberger · ---- · Unterkircher | Tirs au but 3 - 2 | B. Staines · Tuddenham · J. Staines · ---- · B. Staines | Arbitrage : Ben Göntgen Salman | Arbitrage : Ben Göntgen Salman |

#### Demi-finales
| Match 27             | Allemagne                                                          | 6 - 1   | Afrique du Sud |                                         |                                         |
| 8 février 2025 16h00 | Pöhling 1e · Proske 15e · Hasbach 19e, 37e, 39e · Von Schwerin 36e | (3 - 1) | 4e Langford    | Arbitrage : Sean Edwards Michael Pontus | Arbitrage : Sean Edwards Michael Pontus |
| 8 février 2025 16h00 | Rapport                                                            |         |                | Arbitrage : Sean Edwards Michael Pontus | Arbitrage : Sean Edwards Michael Pontus |

| Match 28             | Autriche                                           | 4 - 2   | Belgique       |                                          |                                          |
| 8 février 2025 17h10 | Losonci 8e, 27e · Thörnblom 18e · Unterkircher 20e | (3 - 0) | 22e, 38e Simar | Arbitrage : Pieter Hembrecht Ben Göntgen | Arbitrage : Pieter Hembrecht Ben Göntgen |
| 8 février 2025 17h10 | Rapport                                            |         |                | Arbitrage : Pieter Hembrecht Ben Göntgen | Arbitrage : Pieter Hembrecht Ben Göntgen |

#### Match pour la3eplace
| Match 33             | Afrique du Sud                                                 | 6 - 5   | Belgique                                         |                                          |                                          |
| 9 février 2025 16h00 | M. Cassiem 12e, 19e, 31e · D. Cassiem 20e, 35e · Neethling 25e | (3 - 2) | 3e, 11e Simar · 26e, 40e Langer · 37e G. Dykmans | Arbitrage : Michelle Meister Ben Göntgen | Arbitrage : Michelle Meister Ben Göntgen |
| 9 février 2025 16h00 | Rapport                                                        |         |                                                  | Arbitrage : Michelle Meister Ben Göntgen | Arbitrage : Michelle Meister Ben Göntgen |

#### Finale
| Match 34             | Allemagne                                                       | 6 - 6             | Autriche                                          |                                           |                                           |
| 9 février 2025 19h40 | Silanoglu 6e, 22e · Hasbach 15e, 27e · Proske 25e · Pöhling 30e | (2 - 3)           | 8e, 17e, 27e, 36e Unterkircher · 18e, 23e Losonci | Arbitrage : Pieter Hembrecht Sean Edwards | Arbitrage : Pieter Hembrecht Sean Edwards |
| 9 février 2025 19h40 | Rapport                                                         |                   |                                                   | Arbitrage : Pieter Hembrecht Sean Edwards | Arbitrage : Pieter Hembrecht Sean Edwards |
| 9 février 2025 19h40 | Pöhling · Proske · Hasbach                                      | Tirs au but 2 - 1 | Unterkircher · Losonci · Eitenberger              | Arbitrage : Pieter Hembrecht Sean Edwards | Arbitrage : Pieter Hembrecht Sean Edwards |

## Statistiques

### Buteurs

#### 20 buts
- Philippe Simar

#### 17 buts
- Mustapha Cassiem

#### 16 buts
- Ben Hasbach

#### 15 buts
- Gracjan Jarzyński

#### 13 buts
- Fülöp Losonci

#### 12 buts
- Fabian Unterkircher

#### 10 buts
- Nicolas Proske
- John-Paul Britz

#### 9 buts
- Lucas Bachmann

#### 8 buts
- Mario Mucić

#### 7 buts
- Aiden Dooley

#### 6 buts
- Gastón Rodríguez
- Hamid Nooranian

#### 5 buts
- Gaëtan Dykmans
- Eryk Bembenek
- Dalpiarro Langford
- Teague Marcano

#### 4 buts
- Jake Staines
- Maximilian Langer
- Gregor Fijs
- Philip Schmid
- Alec von Schwerin
- Sajjad Mamizadeh
- Khaliq Hamirin
- Liam Hermanus
- Jacek Kurowski
- Dayaan Cassiem
- Hans Neethling

#### 3 buts
- Juan Eleicegui
- Facundo Navarro
- Thomas Miotto
- James Knee
- Connor Tuddenham
- Alexander Bele
- Tanguy Zimmer
- Matthias Bachmann
- Max Silanoglu
- Ashran Hamsani
- Najmi Jazlan
- David Britz
- Dakota Hansen
- Fagan Hansen
- Pieter Jacobs
- Patryk Pawlak
- Mickell Pierre

#### 2 buts
- Joaquín González
- Ben Staines
- Mallory Magnant
- Josip Krleža
- Ivan Šoić
- Paul Dösch
- Anton Pöhling
- Mohsen Bohlouli
- Seyedmohammad Ghoreishiroudbaraki
- Mahdi Shahrokhi
- Litha Kraai
- Jordan Vieira

#### 1 but
- Agustín Ceballos
- Santiago Morón
- Alfredo Sosa
- Joshua Gregory
- Sebastian Eitenberger
- Leon Thörnblom
- Dorian Thiéry
- Josip Jazbec
- Anton Böckel
- Payam Lashgari
- Muhamad Azhar
- Faridzul Mohd
- Firdaus Omar
- Irfan Suhaimi
- Nico Neethling
- Cody van der Merwe
- Jakub Hołosyniuk
- Mikołaj Gumny
- Darren Cowie
- Shaquille Daniel
- Tarell Singh
- Nicholas Siubutt

### Classement final
| Rang                         | Groupe | Équipe            | J | V | N | P | BP | BC | +/- | Pts |
| ---------------------------- | ------ | ----------------- | - | - | - | - | -- | -- | --- | --- |
| Médaille d'or, monde         | B      | Allemagne         | 6 | 4 | 2 | 0 | 42 | 18 | +24 | 14  |
| Médaille d'argent, monde     | A      | Autriche T        | 6 | 4 | 2 | 0 | 30 | 20 | +10 | 14  |
| Médaille de bronze, monde    | A      | Afrique du Sud    | 6 | 4 | 0 | 2 | 32 | 27 | +5  | 12  |
| 4                            | C      | Belgique          | 6 | 4 | 0 | 2 | 35 | 25 | +10 | 12  |
| Éliminés en quarts de finale |        |                   |   |   |   |   |    |    |     |     |
| 5                            | A      | Pologne           | 6 | 3 | 1 | 2 | 29 | 18 | +11 | 10  |
| 6                            | C      | Australie         | 6 | 2 | 2 | 2 | 23 | 25 | -2  | 8   |
| 7                            | B      | Iran              | 6 | 3 | 0 | 3 | 17 | 30 | -13 | 9   |
| 8                            | C      | Namibie           | 6 | 1 | 1 | 4 | 28 | 31 | -3  | 4   |
| Éliminés en phase de groupes |        |                   |   |   |   |   |    |    |     |     |
| 9                            | A      | Croatie PO        | 5 | 2 | 0 | 3 | 29 | 24 | +5  | 6   |
| 10                           | B      | Argentine         | 5 | 2 | 0 | 3 | 17 | 24 | -7  | 6   |
| 11                           | B      | Malaisie          | 5 | 1 | 0 | 4 | 14 | 30 | -16 | 3   |
| 12                           | C      | Trinité-et-Tobago | 5 | 0 | 0 | 5 | 14 | 38 | -24 | 0   |

### Joueurs récompensés
| Récompense              | Joueurs          |
| ----------------------- | ---------------- |
| Meilleur jeune joueur   | Ben Hasbach      |
| Meilleur gardien de but | Joshua Onyekwue  |
| Meilleur buteur         | Philippe Simar   |
| Meilleur joueur         | Mustapha Cassiem |